# Szczepan Włodarski
Szczepan Włodarski (ur. 1918, zm. 1996) – duchowny Kościoła Polskokatolickiego, teolog starokatolicki, patrolog, nauczyciel akademicki Chrześcijańskiej Akademii Teologicznej w Warszawie.

## Życiorys
Urodzony w Kłobucku. Odbył studia teologiczne w Seminarium Ojców Franciszkanów we Lwowie i w Krakowie oraz na Wydziale Teologicznym Uniwersytetu Jagiellońskiego (1945). W 1951 został kapłanem Kościoła Polskokatolickiego, w którym w latach 1952–1953 był wykładowcą Seminarium Duchownego w Warszawie. W 1961 został asystentem, w 1963 starszym asystentem w Katedrze Teologii Praktycznej ChAT. W 1962 uzyskał stopień naukowy doktora teologii na podstawie rozprawy pt. Idea nieomylności Kościoła w eklezjologii patrystycznej (pierwsze cztery wieki chrześcijaństwa) napisanej pod kierunkiem bp. prof. Maksymiliana Rode. Stopień doktora habilitowanego teologii otrzymał w 1967. W 1969 został docentem w ChAT. W 1971 wyemigrował do USA.

## Wybrane publikacje
- Zarys dziejów papiestwa, Wydawnictwo Literatury Religijnej, Warszawa 1961.
- Kulisy nieomylności, WLR, Warszawa 1962.
- Idea nieomylności Kościoła w eklezjologii patrystycznej, Wydawnictwo Literatury Religijnej, Warszawa 1963.
- Patrologia, WLR, Warszawa 1963.
- Historia papiestwa t. l  (do 1073 r.), WLR, Warszawa 1964.
- Historia Kościoła Polskokatolickiego t. l (do 1946 r.),  WLR, Warszawa 1964.
- Siedem soborów ekumenicznych, Odrodzenie, Warszawa 1968.
- Teologia systematyczna starokatolicka. Chrystologia, Wydawnictwo ChAT, Warszawa 1968.
- Kościoły chrześcijańskie (współautor: Władysław Tarnowski), Odrodzenie, Warszawa 1968.
- Teologia systematyczna starokatolicka. Cz. II: O łasce i usprawiedliwieniu, Wydawnictwo ChAT, Warszawa 1970.
- Prymat w Kościele. Starokatolickie studium biblijno-historyczne, Wydawnictwo ChAT, Warszawa 1971.
- The Origin and Growth of the Polish National Catholic Church, Scranton, Pa. 1974[1][2].